# Edificio Liberaij
El Edificio Liberaij es un edificio de Montevideo, Uruguay.
El nombre de Liberaij se debe a que los constructores Jacobo y Chil Rachjman decidieron homenajear a sus esposas, Lila y Berta, en el nombre del edificio: Li-Be-Raij.El edificio fue proyectado por el arquitecto Juan Francisco Anselmi Pump ( 1907-2003).

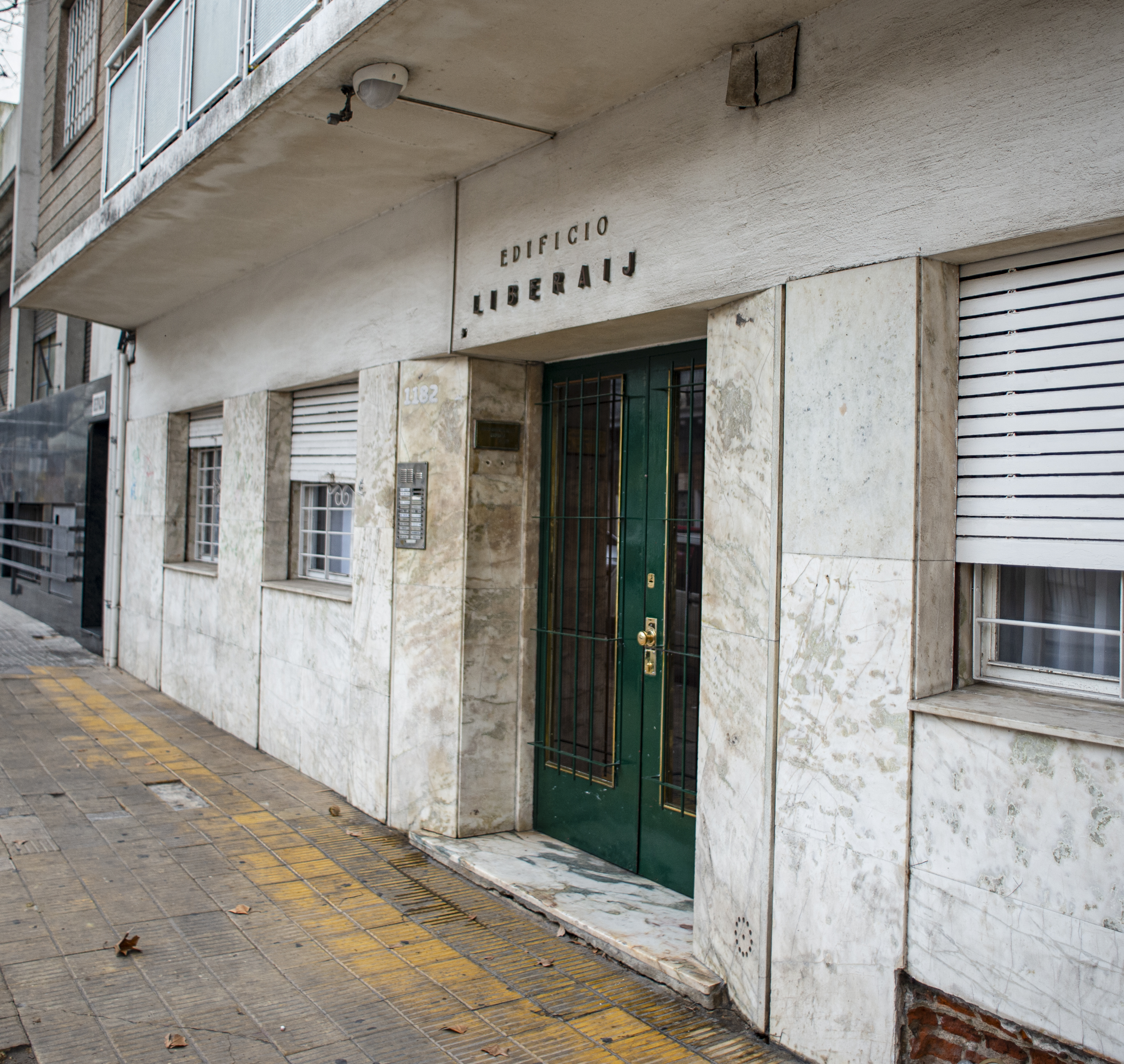
Edificio Liberaj, puerta de acceso.

En las fechas 4 y 5 de noviembre de 1965, el edificio fue testigo del caso de tres ladrones procedentes de Buenos Aires, capital de Argentina, los cuales vivían y pasaron sus últimas horas en el apartamento 9 del edificio, el cual está ubicado en la calle Julio Herrera y Obes 1182 del Centro de Montevideo. Allí, hubo un intenso tiroteo entre los ladrones y la policía, el cual duró aproximadamente unas 14 horas. En el mismo, murieron 2 policías, el agente Héctor Horacio Aranguren y el comisario Washington Santana y los tres sospechosos fueron Roberto Dorda, Marcelo Brignone y Carlos Mereles, el cuarto integrante de la banda fallece en Buenos Aires producto de las heridas.
Cabe recordar que al Edificio Liberaij, se le hace mención en el tema "Brindis por Pierrot" de Jaime Roos y aparece gran parte del mismo en la novela argentina Plata quemada, basada en el trágico hecho.